# Абдалла Энсур
Абдалла Энсур (Абдалла Аль Нсур «Аль Нсур Абдалла») (МФА: pronunciationо файле , араб. عبد الله النسور‎ ʿAbd Allāh an-Nasūr; род. 20 января 1939, Ас-Сальт, Трансиордания) — иорданский государственный и политический деятель. Премьер-министр страны с 11 октября 2012 по 1 июня 2016 года.

## Биография
Абдалла Энсур родился 20 января 1939 года в Ас-Сальте, в Трансиордании. Учился в Американском университете Бейрута, а также в Сорбонне, где получил степень доктора в области экономики, и степень доктора в области математики.
В 1989 году был избран депутатом парламента, и с 1992 года непрерывно переизбирался. В 1984 и 1985 годах был министром планирования. В 1989 году занял пост министра образования; в 1991 году — министр иностранных дел, 1993 — министр промышленности и торговли, 1996 — министр высшего образования, 1997 — вице-премьер и министр административного развития, 1998 — снова вице-премьер и министр информации. С 1998 по 2001 год был депутатом палаты представителей. Позже, был представителем Иордании в Международном валютном фонде, Всемирном банке и ЮНЕСКО.

### Пост премьер-министра

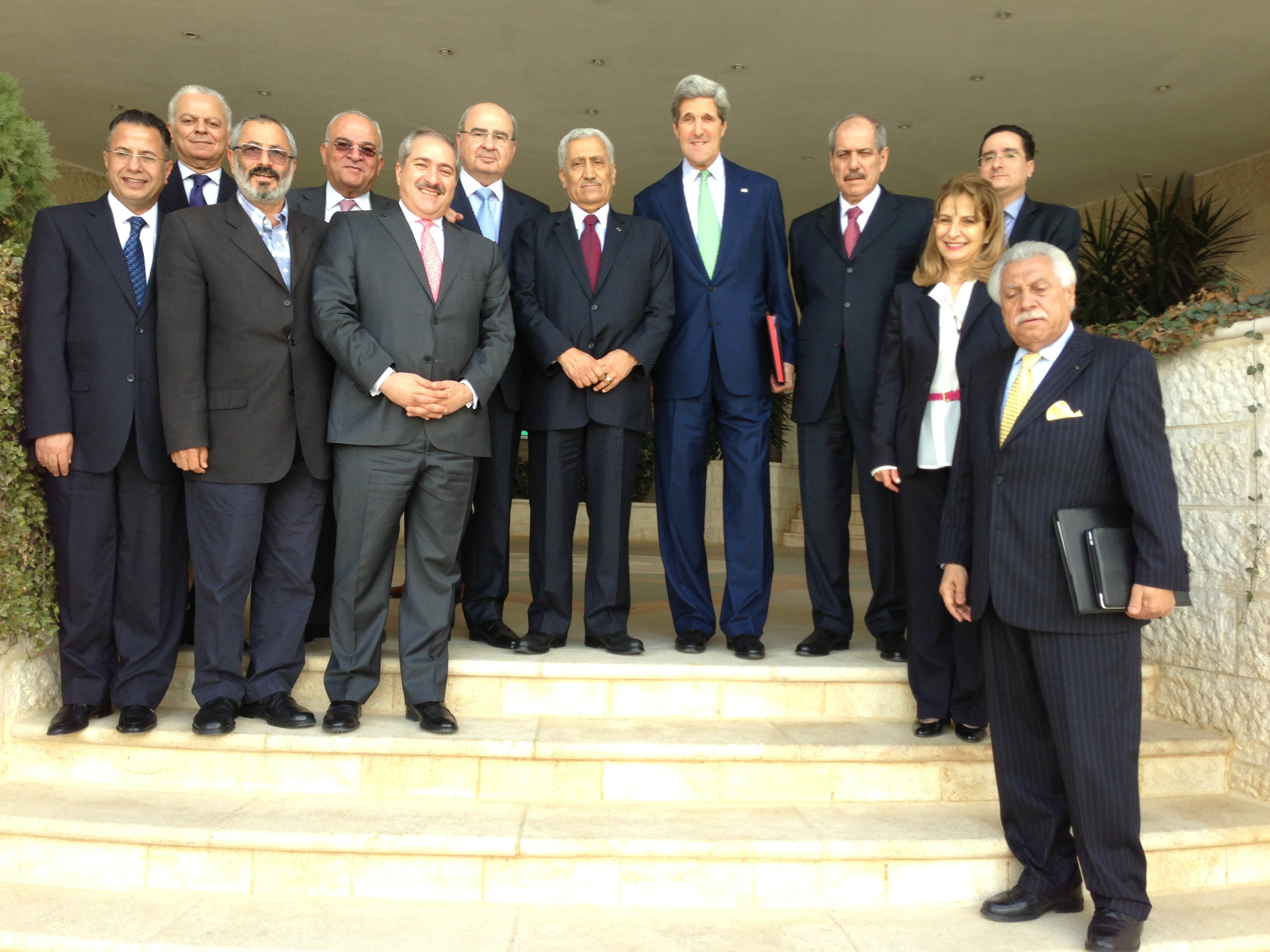
Абдалла Энсур и его кабинет министров на встрече с госсекретарём США Джоном Керри

11 октября 2012 года король Иордании Абдалла II назначил Энсура на пост премьер-министра для подготовки досрочных выборов в парламент, так как 4 октября король подписал указ о роспуске парламента, а прежнее правительство аль-Таравне ушло автоматически в отставку в соответствии с 74-й статьёй конституции. В новом кабинете, состоящем из 21 человека, сохранили свои посты 16 министров из прошлого правительства. Выборы в парламент состоялись в январе, в состав нижней палаты законодательного органа вошли 37 кандидатов от оппозиционных партий, но большинство сохранили сторонники короля. После этого парламентарии обратились к королю с просьбой оставить Энсура на посту премьер-министра. 9 марта 2013 года новый парламент впервые в истории Иордании утвердил премьер-министра — сохранив на посту Абдаллу Энсура и предписал сформировать новое правительство страны. Позже Абдалла II привёл к присяге новое правительство.